# موتو كلوب
نادي موتو كلوب لكرة القدم (بالبرتغالية: Moto Club de São Luís‏) ، هو نادي كرة قدم برازيلي، أسس سنة 1937 م.

## وصلات خارجية
- الموقع الرسمي

لم يتم العثور على روابط لمواقع التواصل الاجتماعي.